# Mola (género)
Mola, Koelreuter, 1770, é um género de peixe, da família dos molídeos, de hábitos pelágicos, com corpo achatado e com barbatanas dorsal e anal proeminentes. A barbatana caudal, semelhante a um leme, é de reduzida dimensão.

## Sinónimos
↑ O género tem, ainda, sido identificado pelas seguintes designações:
- Acanthosoma DeKay, 1842
- Aledon Castelnau, 1861
- Cephalus Shaw, 1804
- Diplanchias Rafinesque, 1810
- Molacanthus Swainson, 1839
- Orthragoriscus Bloch & Schneider, 1801
- Orthragus Rafinesque, 1810
- Ozodura Ranzani, 1839
- Pallasina Nardo, 1840
- Pedalion Guilding, 1838
- Tympanomium Ranzani, 1839
- Trematopsis Ranzani, 1839; (synonym)